# Matthias Casse
Matthias Casse (* 19. Februar 1997 in Mortsel) ist ein belgischer Judoka. Er war Europameister und Weltmeisterschaftszweiter 2019, 2021 war er Europameisterschaftszweiter, Weltmeister und Olympiadritter. Er trägt den 2. Dan.

## Sportliche Karriere
Casse gewann bereits ab 2010 belgische Titel in seiner jeweiligen Altersklasse. 2014 siegte er bei den belgischen Meisterschaften der Erwachsenenklasse im Leichtgewicht, der Gewichtsklasse bis 73 Kilogramm. 2016 wechselte er ins Halbmittelgewicht, die Gewichtsklasse bis 81 Kilogramm, und wurde auf Anhieb auch in dieser Gewichtsklasse belgischer Meister. 2017 siegte er bei den U21-Weltmeisterschaften, er war erster belgischer Juniorenweltmeister seit Ulla Werbrouck 1990. 2018 belegte Casse den siebten Platz bei den Weltmeisterschaften in Baku. Im gleichen Jahr gewann er seinen dritten Landesmeistertitel.
2019 wurden die Europameisterschaften im Rahmen der Europaspiele in Minsk ausgetragen. Casse bezwang im Viertelfinale den Deutschen Alexander Wieczerzak und im Halbfinale den Georgier Luka Maisuradse. Nach seinem Finalsieg über den Bulgaren Iwajlo Iwanow war Casse Europameister. Zwei Monate danach fanden in Tokio die Weltmeisterschaften statt. Casse besiegte im Viertelfinale den Deutschen Dominic Ressel und im Halbfinale den Iraner Saeid Mollaei. Im Finale unterlag er dem Israeli Sagi Muki. Ende 2019 siegte Casse beim IJF-Masters-Turnier in Qingdao. Anfang 2020 gewann er das Grand-Slam-Turnier in Paris. Bei den Europameisterschaften 2020 in Prag unterlag er im Halbfinale dem Georgier Tato Grigalaschwili. Im Kampf um Bronze bezwang Casse seinen Landsmann Sami Chouchi. Im Jahr darauf erreichte Casse das Finale bei den Europameisterschaften in Lissabon und erhielt Silber hinter dem Türken Vedat Albayrak. Anderthalb Monate später bezwang er im Viertelfinale der Weltmeisterschaften in Budapest den Japaner Sōtarō Fujiwara und im Halbfinale den Usbeken Sharofiddin Boltaboyev. Mit seinem Finalsieg über Tato Grigalaschwili gelang Casse sein bis dahin größter Erfolg. Bei den Olympischen Spielen in Tokio unterlag Casse im Halbfinakle dem Japaner Takanori Nagase, im Kampf um eine Bronzemedaille besiegte Casse den Georgier Tato Grigalaschwili. Bei den Europameisterschaften 2022 in Sofia erreichten Matthias Casse und Tato Grigalaschwili das Finale und der Georgier gewann seinen zweiten Europameistertitel. Ein halbes Jahr später standen sich Grigalaschwili und Casse auch im Finale der Weltmeisterschaften in Taschkent gegenüber und erneut gewann Grigalaschwili. Im Finale der Weltmeisterschaften 2023 in Doha trafen die beiden ein weiteres Mal aufeinander, der Georgier erhielt auch diesmal die Goldmedaille. 2024 siegte Casse bei den Grand-Slam-Turnieren in Paris und Taschkent. Bei den Olympischen Spielen in Paris verlor Casse im Viertelfinale gegen Takanori Nagase. Im Kampf um Bronze unterlag er dem Südkoreaner Lee Joon-hwan.